# Svarte
Svarte – miejscowość (tätort) w Szwecji, w regionie administracyjnym (län) Skania, w gminie Ystad.
Według danych Szwedzkiego Urzędu Statystycznego liczba ludności wyniosła: 921 (31 grudnia 2015), 920 (31 grudnia 2018) i 908 (31 grudnia 2019).